# Dasbloghaus.tv
dasbloghaus.tv ist eine Jugendserie die eine Gruppe Jugendlicher dabei begleitet, wie sie einen Blog im Internet erstellen. Ausgestrahlt wurde die Serie vom 22. März bis 25. März 2010 mit den ersten vier Folgen als Vorschau im KiKA, ab dem 27. März und 28. März 2010 wurde sie jeweils samstags und sonntags um 20:10 Uhr im KiKA gezeigt. Die Erstausstrahlung der zweiten Staffel fand ab dem 29. März 2011 im KiKA statt.

## Handlung
dasbloghaus.tv handelt von Jugendlichen, die gemeinsam einen Blog im Internet betreiben. Dies bedeutet, dass sie jeden Tag neue Beiträge dafür schreiben und sich dafür auch schon einmal in Gefahr begeben. Ein kleines Badehaus am Bodensee (dem sogenannten Bloghaus) ist ihr Treffpunkt. Hier bearbeiten sie ihren Blog und machen gemeinsam Musik. Außerdem organisieren sie Bootsrennen, Volleyball- oder Hip-Hop-Turniere und feiern Partys. Thematisiert werden auch Internet-Mobbing oder die erste Liebe.

## Drehorte
Gedreht wurde die Serie vom 13. Mai 2009 bis zum 1. Oktober 2009 (1. Staffel) und vom Juli 2010 bis September 2010 (2. Staffel) in Lindau, Wasserburg und Langenargen am Bodensee. Sie wurde unter Beteiligung der Sender BR, SWR, MDR und KiKA von der Saxonia Media GmbH produziert (Produzent: Pawel Reinhardt; Regie: Peter Wekwerth). Das typische Bodensee-Badehaus auf Holzpfählen befindet sich in der Nähe des Lindenhofbades bei Wasserburg am Bodenseeufer, jedoch auf privatem Grund. Das gezeigte Krankenhaus war die Asklepios Klinik Lindau. Weitere Drehorte waren die Lindauer Insel und der Kressbronner Yachthafen.

## Besetzung
Für die Serie wurden 14- bis 18-jährige Jugendliche vom Bodensee gecastet.

### Hauptdarsteller
| Schauspieler         | Rollenname                  | Staffel(n) |
| -------------------- | --------------------------- | ---------- |
| Carla Schwaderer     | Sofie Lindemann             | 1–2        |
| Robert Herrmanns     | Emanuel „Manu“ Wagenfeld    | 1–2        |
| Marian Hawlik        | Kuzey Schumann              | 1–2        |
| Linda Schneider      | Elisabeth „Lisa“ Meyer      | 1–2        |
| Kathrin Annika Meier | Katharina „Kaja“ Meyer      | 1–2        |
| Maja Lehrer          | Leonie Bussmann             | 1–2        |
| Tizian Erckens       | Roland „Rolli“ Tudenhofer   | 1–2        |
| Silvan Frick         | Klemens „Klemmi“ Buttgereit | 1–2        |
| Mark Filatov         | Alexander „Alex“ Luganow    | 1–2        |
| Remo Schulze         | Jakob Röser                 | 2          |

### Nebendarsteller
| Schauspieler     | Rollenname          | Staffel(n) | Rolle                  |
| ---------------- | ------------------- | ---------- | ---------------------- |
| Jasmin Rischar   | Susanne Lindemann   | 1–2        | Sofies Mutter          |
| Günter Junghans  | Friedrich Lindemann | 1–2        | Sofies Opa             |
| Martin Umbach    | Franz Wagenfeld     | 1–2        | Manus Vater            |
| Berivan Kaya     | Layla Schumann      | 1–2        | Kuzeys Mutter          |
| Dino Nolting     | Peter Schumann      | 1          | Kuzeys Vater           |
| Anna Tinius      | Ingrid Meyer        | 1          | Kajas und Lisas Mutter |
| Daniele Zucal    | Andreas Meyer       | 1          | Kajas und Lisas Vater  |
| Reno Eckstein    | Gerry Bussmann      | 1          | Leonies Vater          |
| Bigna Körner     | Heidi Tudenhofer    | 1–2        | Rollis Mutter          |
| Florian Walter   | Reinhold Tudenhofer | 1          | Rollis Vater           |
| Jörg Witte       | Herr Buttgereit     | 1–2        | Klemmis Vater          |
| Klaus Stiglmeier | Herr Böhm           | 1          | Freund von Sofies Opa  |

## Episodenliste

### Staffel 1
| Nr. (ges.) | Nr. (St.) | Originaltitel           | Erstausstrahlung D |
| ---------- | --------- | ----------------------- | ------------------ |
| 1          | 1         | Eine Clique geht Online | 22. März 2010      |
| 2          | 2         | Der Neue macht Stress   | 23. März 2010      |
| 3          | 3         | Ein Foto bringt Ärger   | 24. März 2010      |
| 4          | 4         | Das verkorkste Date     | 25. März 2010      |
| 5          | 5         | Liebe macht blind       | 3. Apr. 2010       |
| 6          | 6         | Eine Nanny für Mama     | 4. Apr. 2010       |
| 7          | 7         | Pleiten, Pech und Party | 4. Apr. 2010       |
| 8          | 8         | Ein Rennen um die Ehre  | 10. Apr. 2010      |
| 9          | 9         | Ein mieser Deal         | 11. Apr. 2010      |
| 10         | 10        | Ein Typ zum Knutschen   | 11. Apr. 2010      |
| 11         | 11        | Die Hütte brennt        | 17. Apr. 2010      |
| 12         | 12        | Der Neue tickt anders   | 18. Apr. 2010      |
| 13         | 13        | Ins Herz getroffen      | 18. Apr. 2010      |
| 14         | 14        | Falscher Ruhm           | 24. Apr. 2010      |
| 15         | 15        | Mobbing Online          | 25. Apr. 2010      |
| 16         | 16        | Pirat im Netz           | 25. Apr. 2010      |
| 17         | 17        | V.I.P.-Alarm            | 1. Mai 2010        |
| 18         | 18        | E-Mail für Lisa         | 2. Mai 2010        |
| 19         | 19        | Endlich küssen!         | 2. Mai 2010        |
| 20         | 20        | Volles Risiko           | 8. Mai 2010        |
| 21         | 21        | Kein Platz im Herz      | 9. Mai 2010        |
| 22         | 22        | Dream-Girl aus Amerika  | 9. Mai 2010        |
| 23         | 23        | Clique kaputt?          | 15. Mai 2010       |
| 24         | 24        | Big Party               | 16. Mai 2010       |
| 25         | 25        | Verbotene Liebe         | 16. Mai 2010       |
| 26         | 26        | Die große Reise         | 22. Mai 2010       |

### Staffel 2
| Nr. (ges.) | Nr. (St.) | Originaltitel           | Erstausstrahlung D |
| ---------- | --------- | ----------------------- | ------------------ |
| 27         | 1         | Ganz schön fremd        | 29. März 2011      |
| 28         | 2         | Küssen verboten         | 29. März 2011      |
| 29         | 3         | Eifersucht              | 30. März 2011      |
| 30         | 4         | Sturmfrei               | 30. März 2011      |
| 31         | 5         | Rettet den Blog!        | 31. März 2011      |
| 32         | 6         | Der Unfall              | 31. März 2011      |
| 33         | 7         | Plötzlich Verantwortung | 4. Apr. 2011       |
| 34         | 8         | Ende einer Freundschaft | 4. Apr. 2011       |
| 35         | 9         | Auszeit                 | 5. Apr. 2011       |
| 36         | 10        | Endlich entspannt       | 5. Apr. 2011       |
| 37         | 11        | Grafitti for Love       | 6. Apr. 2011       |
| 38         | 12        | Das erste Mal           | 6. Apr. 2011       |
| 39         | 13        | Endlich 18!             | 7. Apr. 2011       |

### Specials
| Nr. (ges.) | Nr. (St.) | Originaltitel                        | Erstausstrahlung D |
| ---------- | --------- | ------------------------------------ | ------------------ |
| 0          | 0         | Hinter den Kulissen der Jugend-Serie | 7. Apr. 2011       |